# Gmina Gaszowice
Gmina Gaszowice je gmina v nacházející se v jižním Polsku. Skládá se z Glaszowic a vesnic Szczerbic, Czcernice, Łuków Śląski a Piec. Roku 2016 měla Gmina Gaszowice 9524 obyvatel.

## Historie

#### Gaszowice
Nálezy zbytků keramiky v Gaszowicích a římské mince nalezeny na území Czernice jsou důkazem, že území bylo obydleno již na konci starověku. Až do roku 890 žil v této oblasti kmen holasiců Za vlády polského knížete Měška I. byla oblast zahrnující i budoucí Gaszowice připojena k Polsku. Gazsowice jakožto osada byla založena na konci 12. století. Od 13. století se staly Gaszowice součástí Českého království. Po první slezské válce připadlo celé území Horního Slezska, včetně Gaszowic, Prusku. Od roku 1918 jsou součástí Polska.

#### Szczerbice
Szczerbice se vyznačují kratší historií, než okolní vesnice. Byly vytvořeny na přelomu 15. První zmínka o Szczerbicích sahá do roku 1410 – historické prameny se o nich zmiňují ve souvislosti s bitvou Grunwaldu, kdy rytíř Jan ze Szczerbic bojoval na straně polského krále Vladislava II. Jagello.

#### Czierna
Název Czernica se poprvé objevil v dokumentu z 17. března 1317. Prvním majitelem obce byl šlechtic jménem Tomisław.

## Demografie
Ze dne 30. července 2004:
| Opis                          | Celkem | Celkem | Ženy  | Ženy  | Muži  | Muži  |
| ----------------------------- | ------ | ------ | ----- | ----- | ----- | ----- |
| jednotka                      | osob   | %      | osob  | %     | osob  | %     |
| populace                      | 8679   | 100    | 4336  | 50    | 4343  | 50    |
| Hustota zalidnění (obyv./km²) | 444,2  | 444,2  | 221,9 | 221,9 | 222,3 | 222,3 |

Věkové rozložení obyvatel z roku 2014:

## Partnerská města
Bruntál, Česko